# Putnam County (Ohio)
Putnam County ist ein County im Bundesstaat Ohio der Vereinigten Staaten. Der Verwaltungssitz (County Seat) ist Ottawa.

## Geographie
Das County liegt im Nordwesten von Ohio, ist im Westen etwa 50 km von der Grenze zu Indiana entfernt und hat eine Fläche von 1254 Quadratkilometern, wovon ein Quadratkilometer Wasserfläche ist. Es grenzt im Uhrzeigersinn an folgende Countys: Henry County, Hancock County, Allen County, Van Wert County, Paulding County, Defiance County und Wood County.

## Geschichte
Putnam County wurde am 12. Februar 1820 aus Teilen des Shelby County gebildet. Benannt wurde es nach Israel Putnam, einem General im Amerikanischen Unabhängigkeitskrieg, der u. a. bei der Schlacht von Bunker Hill (1775) kämpfte.
Zehn Bauwerke und Stätten des Countys sind im National Register of Historic Places eingetragen (Stand 18. Mai 2018).

## Demografische Daten
Nach der Volkszählung im Jahr 2000 lebten im Putnam County 34.726 Menschen in 12.200 Haushalten und 9.308 Familien. Die Bevölkerungsdichte betrug 28 Einwohner pro Quadratkilometer. Ethnisch betrachtet setzte sich die Bevölkerung zusammen aus 96,26 Prozent Weißen, 0,17 Prozent Afroamerikanern, 0,15 Prozent amerikanischen Ureinwohnern, 0,18 Prozent Asiaten, 0,01 Prozent Bewohnern aus dem pazifischen Inselraum und 2,51 Prozent aus anderen ethnischen Gruppen; 0,73 Prozent stammten von zwei oder mehr Ethnien ab. 4,38 Prozent der Bevölkerung waren spanischer oder lateinamerikanischer Abstammung.
Von den 12.200 Haushalten hatten 39,2 Prozent Kinder und Jugendliche unter 18 Jahre, die bei ihnen lebten. 64,9 Prozent waren verheiratete, zusammenlebende Paare, 7,4 Prozent waren allein erziehende Mütter, 23,7 Prozent waren keine Familien, 21,3 Prozent waren Singlehaushalte und in 10,5 Prozent lebten Menschen im Alter von 65 Jahren oder darüber. Die Durchschnittshaushaltsgröße betrug 2,81 und die durchschnittliche Familiengröße lag bei 3,29 Personen.

Alterspyramide des Putnam County

Auf das gesamte County bezogen setzte sich die Bevölkerung zusammen aus 29,7 Prozent Einwohnern unter 18 Jahren, 8,3 Prozent zwischen 18 und 24 Jahren, 28,1 Prozent zwischen 25 und 44 Jahren, 20,6 Prozent zwischen 45 und 64 Jahren und 13,3 Prozent waren 65 Jahre alt oder darüber. Das Durchschnittsalter betrug 35 Jahre. Auf 100 weibliche Personen kamen 98,5 männliche Personen. Auf 100 Frauen im Alter von 18 Jahren oder darüber kamen statistisch 97,0 Männer.
Das jährliche Durchschnittseinkommen eines Haushalts betrug 46.426 USD, das Durchschnittseinkommen der Familien betrug 52.859 USD. Männer hatten ein Durchschnittseinkommen von 36.548 USD, Frauen 23.963 USD. Das Prokopfeinkommen betrug 18.680 USD. 4,0 Prozent der Familien und 5,6 Prozent der Bevölkerung lebten unterhalb der Armutsgrenze. Davon waren 6,4 Prozent Kinder oder Jugendliche unter 18 Jahre und 9,8 Prozent waren Menschen über 65 Jahre.

## Orte

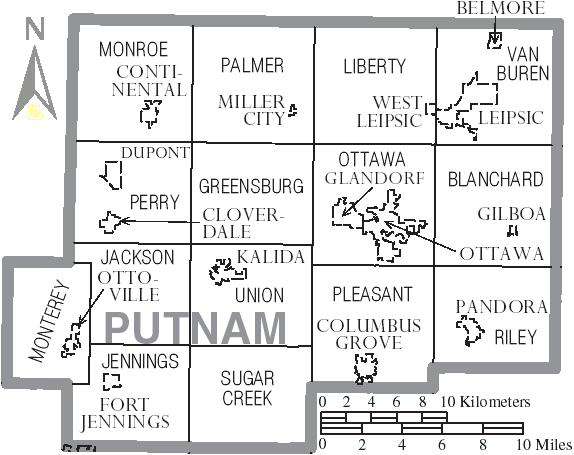
Verwaltungsgliederung von Putnam County

### Villages
| - Belmore - Cloverdale - Columbus Grove - Continental | - Dupont - Fort Jennings - Gilboa - Glandorf | - Kalida - Leipsic - Miller City - Ottawa | - Ottoville - Pandora - West Leipsic |

### Townships
| - Blanchard - Greensburg - Jackson - Jennings - Liberty | - Monroe - Monterey - Ottawa - Palmer - Perry | - Pleasant - Riley - Sugar Creek - Union - Van Buren |

### Unincorporated communitys
| - Avis - Croswell - Cuba - Dorninton - Douglas | - Elm Center - Hartsburg - Hector - Jones City - Kieferville | - Muntanna - New Cleveland - North Creek - Prentiss - Rice | - Rimer - Rushmore - Townwood - Vaughnsville - Wisterman |